# Canal (Venecia)

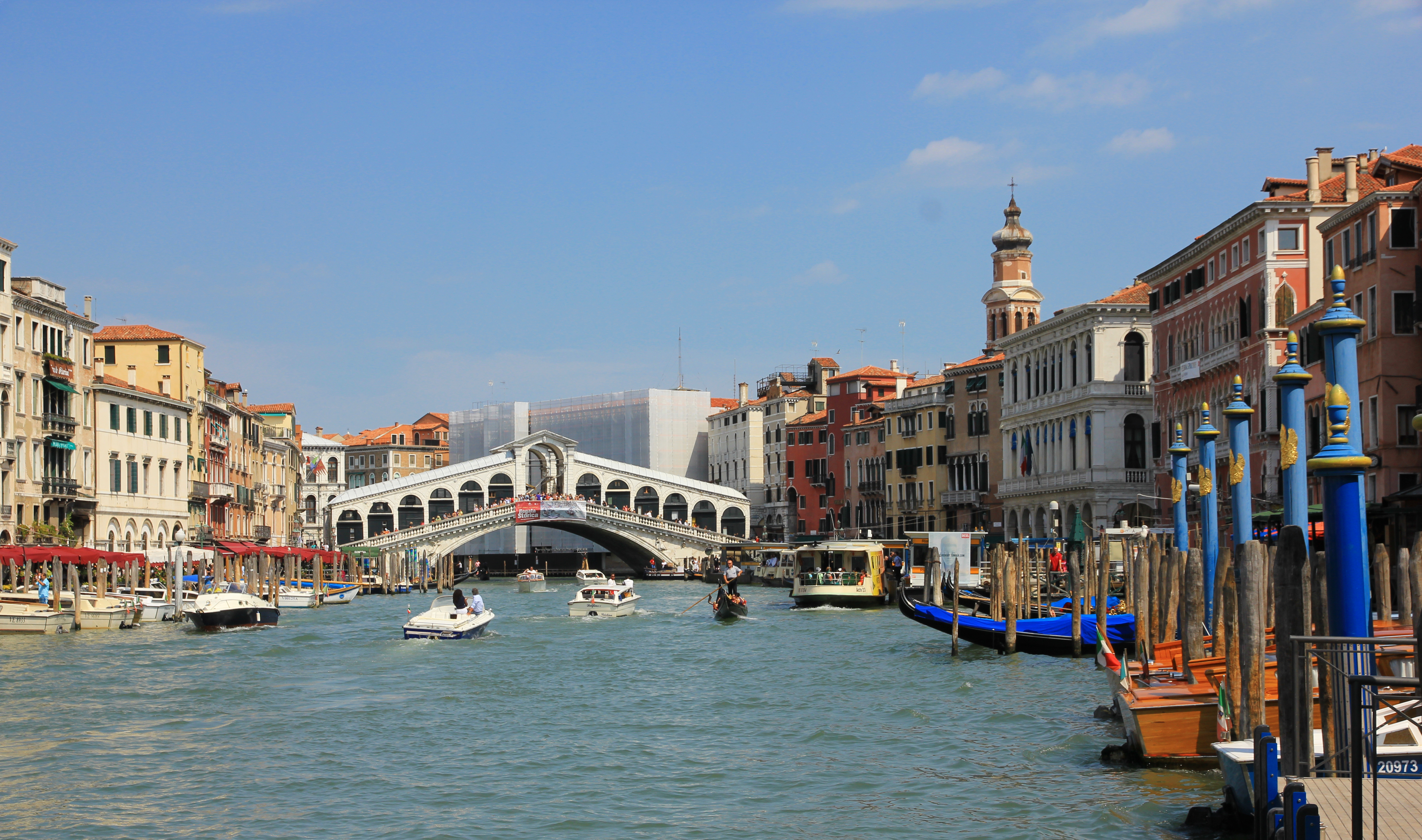
El Gran Canal de Venecia.

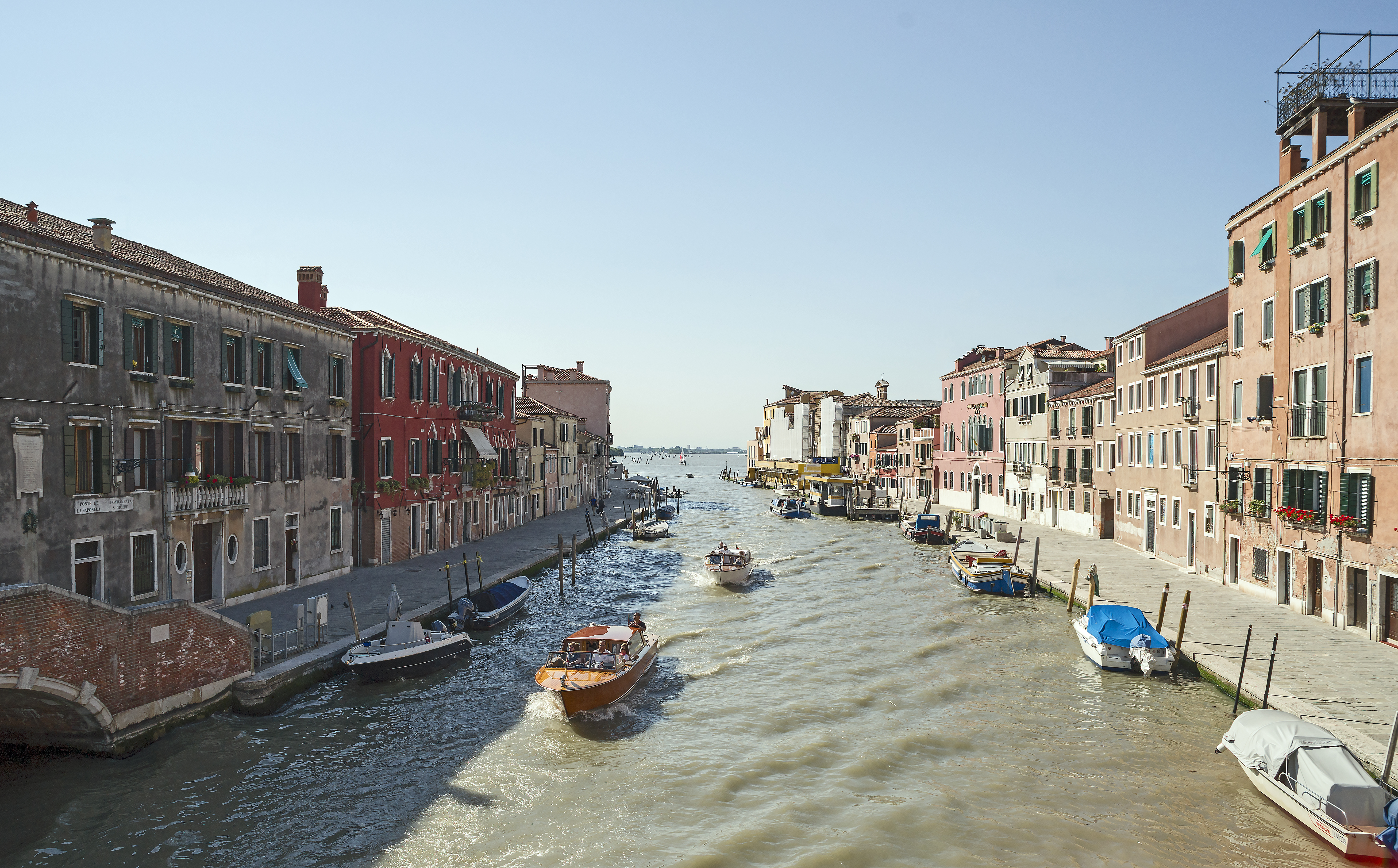
El Canal de Cannaregio.

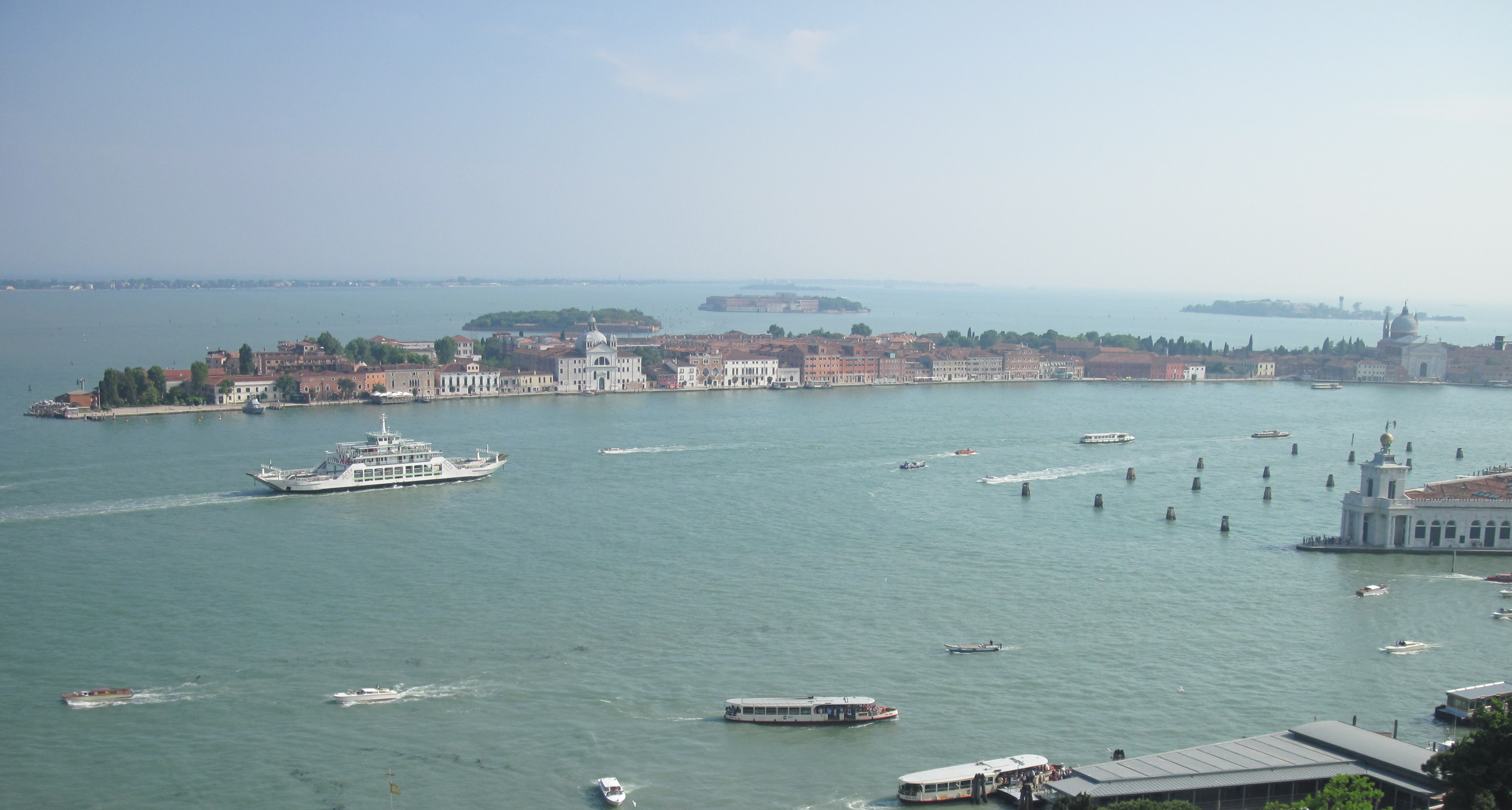
El Canal de la Giudecca.

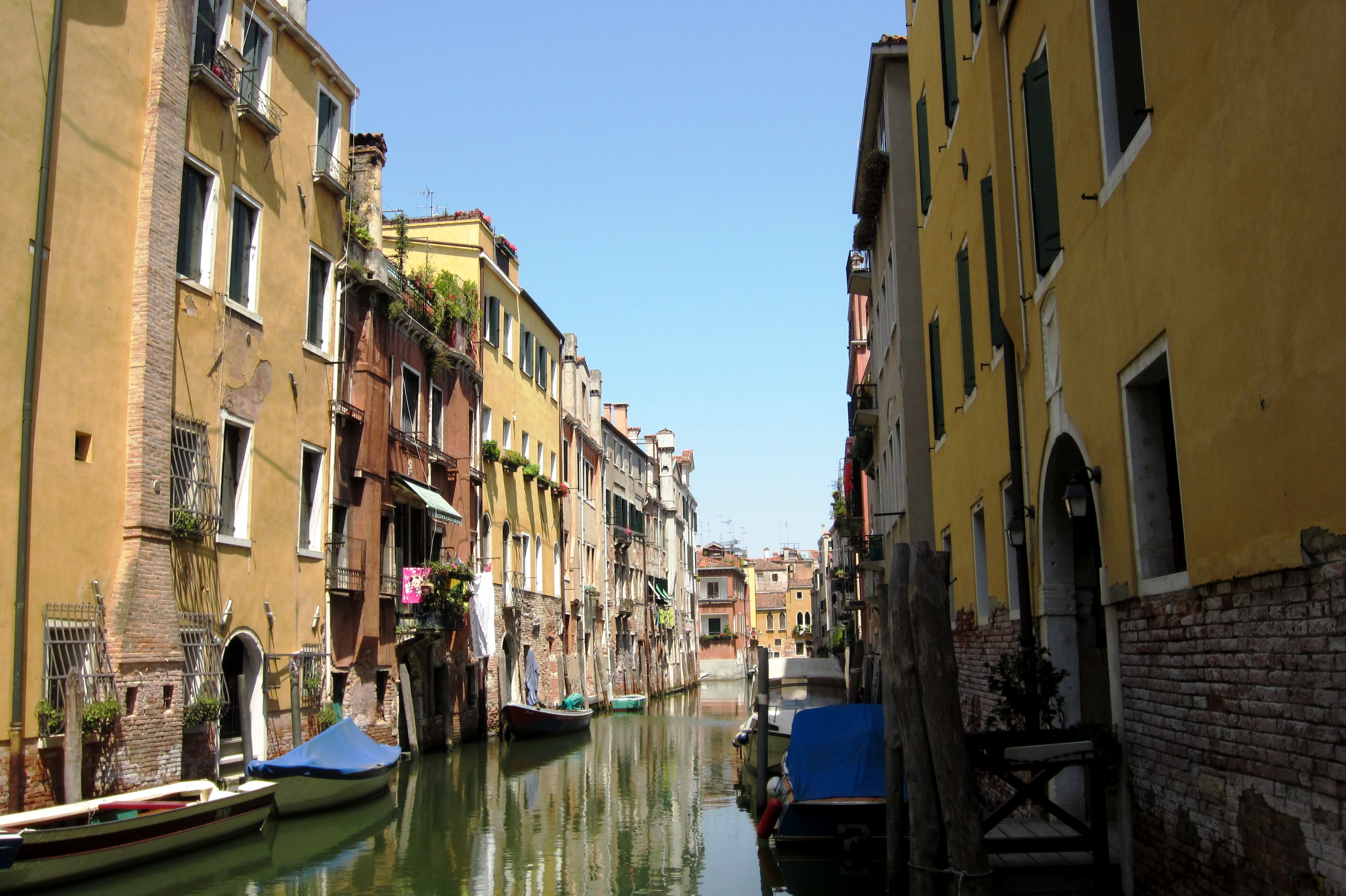
Ejemplo de canal de Venecia.

El canal (en italiano: canale) es un elemento esencial de la viabilidad acuática de Venecia y de su laguna.

## Descripción
El término canale es usado en el ámbito del centro histórico para indicar las vías acuáticas que por su anchura, longitud y densidad de tráfico constituyen las verdaderas arterias del sistema de navegación interior de la ciudad. Estos son:
- el Gran Canal, que atraviesa todo el corazón de la ciudad de oeste a este separándola en dos y termina en la cuenca de san Marcos;
- el Canal de Cannaregio, que une la parte inicial del Gran Canal con la parte norte de la laguna en dirección a Mestre;
- el Canal de la Giudecca, que une al sur la parte occidental de la ciudad directamente con la cuenca de san Marcos;
- el Canal de la Scomenzera, que une directamente el Canal de la Giudecca con la parte inicial del Gran Canal en Santa Chiara, pasando entre la estación marítima y la zona de Santa Marta.

Fuera del contexto urbano, el término canale se utiliza para designar de manera específica las rutas navegables naturales de la laguna que rodean la ciudad o que la unen al continente o al puerto. Los principales son:
- Canale Orfano
- Canale dei Marani
- Canale dei Petroli
- Canale Vittorio Emanuele
- Canale di Santo Spirito
- Canale di San Nicolò

Estos canales son en realidad zonas de la laguna con un mayor flujo de agua que presentan una profundidad natural o artificial mayor que la del resto de la laguna que los rodea, de la cual son por el resto indistintos. A menudo se trata de residuos vestigiales de antiguos lechos fluviales. La mayor profundidad de estos canales los hace aptos para la navegación de gran tonelaje. Un sistema de palos colocados a distancia regular (los duques de alba) indica el límite de estos canales, fuera del cual la profundidad de la laguna disminuye drásticamente hasta el punto de hacer imposible la navegación excepto con las típicas embarcaciones a remos de fondo plano.
Es precisamente debido a esta segunda acepción por lo que algunos tramos navegables actualmente incorporados en el núcleo urbano han mantenido el antiguo nombre de canale. Hasta el siglo xix estas vías acuáticas marcaban los límites de la ciudad con la laguna, antes de las posteriores intervenciones de soterramiento de las zonas circundantes que las han incorporado a la ciudad. Estos son:
- el Canale di Santa Chiara a la altura del Piazzale Roma, incorporado tras los soterramientos para la realización de la estación marítima;
- el Canale di Santa Maria Maggiore, también en la zona del Piazzale Roma, incorporado como consecuencia de esos mismos soterramientos;
- el Canale della Misericordia, que desemboca en la sacca homónima, incorporado con la urbanización realizada tras el soterramiento parcial de la zona;
- el Canale di San Pietro, en Castello, englobado tras los soterramientos que incorporaron a la ciudad la isla de Sant'Elena.

Actualmente no está permitido sumergirse en los canales de Venecia debido a que su agua es peligrosa a causa del alto nivel de contaminación.